# فلاديمير كوزمانوفيتش
فلاديمير كوزمانوفيتش (بالصربية: Владимир Кузмановић) مواليد 31 يوليو 1971 في بلغراد، جمهورية صربيا الاشتراكية، هو لاعب كرة سلة صربي سابق. بدأ مسيرته الاحترافية في سنة 1991. يبلغ طوله 6 قدم 5 بوصة (2.0 م). اعتزل اللعب في 2006.

## المسيرة الاحترافية
لعب مع نادي ريد ستار لكرة السلة في موسم 1997–1998، ثم لعب مع نادي بودوشنوست لكرة السلة من سنة 1999 إلى 2002، ثم لعب مع سبيرو شارلوروا في موسم 2002–2003، ثم لعب مع سي إس يو بلويشت من سنة 2004 إلى 2006.

## روابط خارجية
- فلاديمير كوزمانوفيتش على موقع كرة السلة الأوروبية.كوم (الإنجليزية)
- فلاديمير كوزمانوفيتش على موقع ريلجم (الإنجليزية)
- فلاديمير كوزمانوفيتش على موقع بروبوليرز (الإنجليزية)
- فلاديمير كوزمانوفيتش على موقع سبورتس رفرنس (الإنجليزية)